# رتبة الرابطة

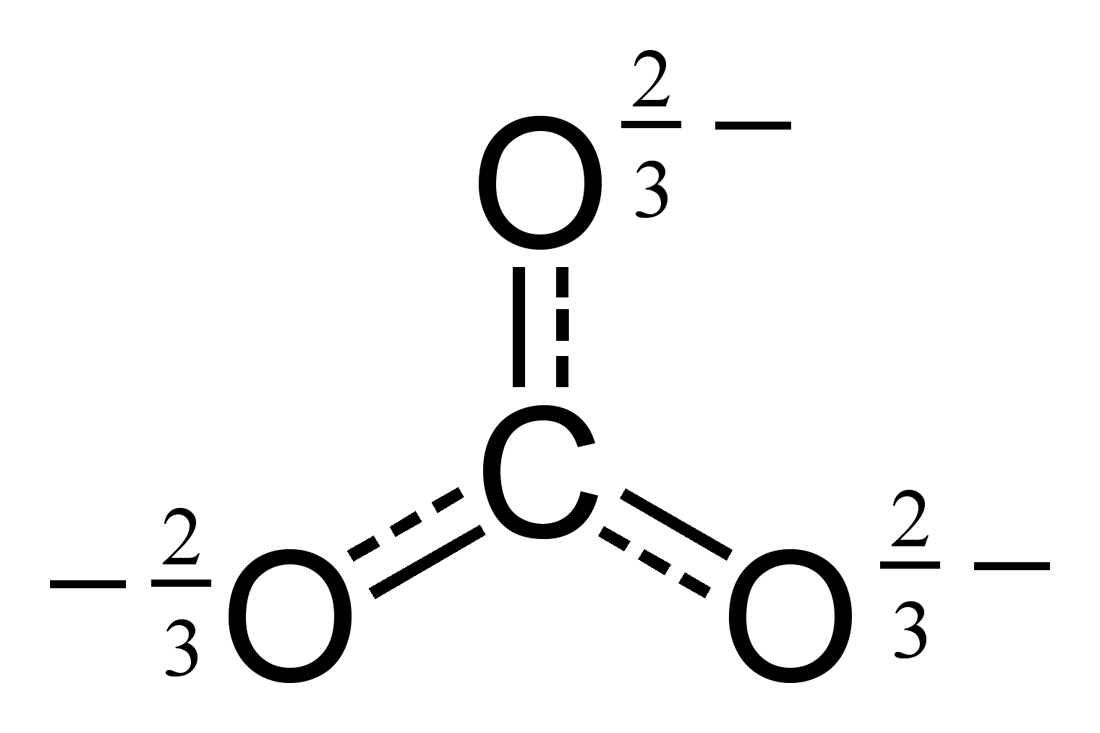

رتبة الرابطة في الكيمياء هو عدد الروابط بين زوج من الذرات. فمثلا في النيتروجين N:::N, تكون رتبة الرابطة 3 : و في الأسيتيلين H−C≡C−H تكون رتبة الرابطة بين ذرتى الكربون 3 , وبين الكربون والهيدروجين C−H تكون رتبة الرابطة 1.
ولمزيد من التعمق، فإن رتبة الرابطة لا يجب أن تكون دائما عدداً صحيحاً. ومثال لهذا هو الروابط بين الكربون في جزيء البنزين حيث تحتوى المدارات الجزيئية غير المتمركزة على 6 إلكترونات باي موزعة على 6 ذرات كربون مما ينتج نصف رابطة باي pi bond . وهذه النصف رابطة مع الرابطة سيجما يعطى لرتبة الرابطة القيمة 1.5. علاوة على ذلك، رتبة الرابطة 1.1 مثلا، يمكن أن تحدث في الحالات الأكثر تعقيدا وترجع في الأساس لقوة رابطة مساوية لرابطة رتبتها 1.
تعرف رتبة الرابطة في نظرية المدار الجزيئي على أنها الفرق عد إلكترونات التكافؤ وعدد إلكترونات عدم الترابط مقسوماً على 2. وهذا غالبا وإن لم يكن دائماً يعطى نفس النتيجة التي يحصل عليها من النظريات البسيطة.
رتبة الرابطة هي تقييم لقوة الرابطة وتستخدم بتوسع في نظرية تكافؤ رابطة.